# Méntrida (vi)
Méntrida és una denominació d'origen dels vins produïts en una àrea regada pel riu Alberche, al nord de la província de Toledo, incloent-hi 51 municipis. Té com a centre de la denominació la població de Méntrida i com a seu la localitat de Fuensalida.

## Història
Històricament la comarca que avui empara els vins de la Denominació d'Origen Méntrida va ser concebuda durant l'edat mitjana a determinats senyorius jurisdiccionals que es van encarregar dels governs i de dur a terme una ràpida repoblació. Prova d'això són les referències a vinyers que es remunten al segle xii. El cultiu del vi va ser prosperant fins a aconseguir-ne la seva esplendor al Madrid dels Àustries en la qual aquests vins en van ser molt benvolguts. La Denominació d'Origen tal com la coneixem actualment neix el 1976.

## L'entorn
Són terrens situats entre el riu Tajo en el seu marge dret i la Serra de Gredos. El clima de Méntrida és continental extremat amb hiverns llargs i freds, una mica temperats per trobar-se protegida dels vents freds del nord i de l'oest per la barrera muntanyenca de Gredos. Els estius són calorosos i les precipitacions molt escasses doncs amb prou feines depassen els 300 mm. Aquestes condicions climatològiques són idònies per al conreu de la vinya i afavoreixen l'aplicació de les tècniques més naturals ecològiques i biodinàmiques en l'elaboració dels vins. El terreny, suaument ondat està format per sòls sorrencs d'origen granític, àcids i amb molt poca calç el que acreix la finura dels vins que s'hi produeixen.

## Vins
- Negres: vins de 14º a 18º de graduació, afruitats.
- Rosats: vins de 13º a 18º afruitats.

## Varietats de raïm
- Varietats Blanques: Albillo, Chardonnay, Moscatell de gra petit, Sauvignon Blanc, Verdejo, Macabeu.
- Varietats Negres: Cabernet Franc, Ull de Llebre, Cabernet Sauvignon, Garnatxa, Graciano, Merlot, Petit Verdot, Syrah.